# 安岭乡
安岭乡是中国浙江省仙居县所辖的一个镇。面积50.6平方千米，人口1.10万人。邮编：317314。

## 历史沿革
建国初为缙云辖地，1956年建安岭乡，1958年改管理区，1961年设公社，1962年7月划归仙居，1984年改安岭乡。

## 行政区划
乡政府驻新官村。

下辖23个行政村：新官、横岭、上宅、表门、上门楼、吕坟、柏塘、塘里、徐村、金坑口、章盡、下里、后塘、金岙、下会、西岭后、西溪、麻山、四联、石舍、西斜、陈坑、雅楼。